# شین اون سو
شین اون سو (کره‌ای: 신은수؛ زادهٔ ۲۳ اکتبر ۲۰۰۲) بازیگر اهل کره جنوبی است. او از سال ۲۰۱۶ تاکنون مشغول فعالیت است و در مجموعه‌های تلویزیونی افسانه دریای آبی و دو دو سل سل لا لا سل و هندوانه چشمک زن ایفای نقش کرده است.

## فیلم‌شناسی

### مجموعه تلویزیونی
| سال  | عنوان                            | نقش            | توضیحات                        | منابع |
| ---- | -------------------------------- | -------------- | ------------------------------ | ----- |
| ۲۰۱۶ | افسانه دریای آبی                 | نوجوانی سه هوا | قسمت ۳، ۴ و ۱۳                 |       |
| ۲۰۱۸ | دراما استیج – آنتولوژی           | شین سو یی      | تک قسمتی                       |       |
| ۲۰۱۸ | پاپای بد                         | یو یونگ سون    |                                |       |
| ۲۰۲۰ | اس‌اف۸                            | هه هوا         | قسمت: «Baby It's Over Outside» |       |
| ۲۰۲۰ | دو دو سل سل لا لا سل             | جین ها یونگ    |                                |       |
| ۲۰۲۲ | قلب خونین                        | جوانی یو حونگ  | حضور ویژه                      |       |
| ۲۰۲۲ | درامای ویژه کی‌بی‌اس – Like Otters | کیم جه یونگ    | تک قسمتی                       | [ ۵ ] |
| ۲۰۲۲ | تابستان درخشان                   | کیم بوم        |                                | [ ۶ ] |
| ۲۰۲۳ | هندوانه چشمک زن                  | یون چونگ آه    |                                | [ ۷ ] |